# 梁朝傑
梁朝傑（1877年—1958年）字伯隽，号文夫，别号出云馆主人，广东省台山县人，清朝及中华民国政治人物。

## 生平
梁朝傑生于1877年（光绪三年）。自幼受到家庭的良好教育。14岁起，在康有为的万木草堂学习3年。16岁中秀才，17岁中举人。因受老师及同学影响，成为维新派骨干。他是所谓“康门十大弟子”之一，康有为这十位最著名的弟子为：梁启超、陈千秋、徐勤、麦孟华、韩文举、梁朝傑、曹泰、王觉任、陈和泽、林奎，其中梁朝傑年龄最小。1895年，17岁的梁朝傑参加了“公车上书”。 1898年戊戌变法失败后，康有为、梁启超流亡国外，梁朝傑退居家乡讲学。
1896年，梁朝傑受康有为之邀来到美国，任三藩市华侨开办的《世界日报》的主笔。清朝灭亡后，梁朝傑创办《文通》旬报。在美国，梁朝傑号称“出云馆主人”。
1927年，康有为的弟子梁启超、徐勤、伍宪子、梁朝傑等人创立中国宪政党。该党的前身为康有为、梁启超等人创办的保皇会。1945年，中国宪政党更名为中国民主宪政党， 伍宪子任主席，李大明任副主席。
1958年，梁朝傑逝世。

## 著作
- 《出云馆集》
- 《梅花百咏》
- 《美游诗词存稿》
- 《梁氏小雅存稿》[1][2]